# Marie Tomášová
Marie Tomášová (18. dubna 1929 Dobrovice u Mladé Boleslavi – 25. května 2025 Mělník) byla česká divadelní a filmová herečka.

## Život
V letech 1948 až 1952 vystudovala DAMU. Začínala na různých mimopražských scénách (Jihlava 1952/1953, Plzeň 1953 až 1955), ale brzy její něžný herecký projev zaujal mnohé české diváky a režiséry. Od roku 1955 do roku 1969 byla členkou činohry souboru Národního divadla v Praze s tím, že od října 1965 měla v ND neplacenou dovolenou a v letech 1965 až 1972 působila v Divadle za branou svého manžela režiséra Otomara Krejči. Po násilném ukončení činnosti Divadla za branou v roce 1972 z politických důvodů v důsledku právě probíhající normalizace byla bez trvalého hereckého angažmá. Od roku 1973 pak působila jako recitátorka v Divadle Lyra Pragensis.
Dne 9. dubna 1999 jí byl udělen titul čestné občanky Mladé Boleslavi. V roce 2009 získala Cenu Thálie za celoživotní mistrovství v oboru činohra. Jejím manželem byl režisér a herec Otomar Krejča.

## Divadelní a filmové role

### Národní divadlo
| Sezóna    | Hra                                          | Role                     |
| --------- | -------------------------------------------- | ------------------------ |
| 1949/1950 | Strakonický dudák                            | Gulinari                 |
| 1951/1952 | Tvrdohlavá žena a zamilovaný školní mládenec | Terezka                  |
| 1951/1952 | Višňový sad                                  | Aňa                      |
| 1952/1953 | Naši furianti                                | Verunka                  |
| 1953/1954 | Ideální manžel                               | Mabel Chilternová        |
| 1954/1955 | Není nad vzdělanost                          | Marie Konstantinovna     |
| 1954/1955 | Vysoké letní nebe                            | Alenka                   |
| 1955/1956 | Ďábelský kruh                                | Gitta                    |
| 1955/1956 | Jiříkovo vidění                              | Kačenka                  |
| 1955/1956 | Otec                                         | Anna                     |
| 1955/1956 | Pacient sto třináct                          | Hanka Jancová            |
| 1956/1957 | Dundo Maroje                                 | Pera                     |
| 1956/1957 | Maryša                                       | Rozára                   |
| 1956/1957 | Podzimní zahrada                             | Sofie Tuckermanová       |
| 1956/1957 | Porážka                                      | Paulina                  |
| 1956/1957 | Zlatý kočár                                  | Marka                    |
| 1957/1958 | Král Lear                                    | Kordelie                 |
| 1957/1958 | Srpnová neděle                               | Zuzka                    |
| 1958/1959 | Návrat                                       | Alexa                    |
| 1958/1959 | Rodina Zykovových                            | Sťopka                   |
| 1958/1959 | Strakonický dudák                            | Dorotka                  |
| 1959/1960 | Drahomíra a její synové                      | Velena                   |
| 1959/1960 | Hamlet                                       | Ofelie                   |
| 1959/1960 | Jejich den                                   | Irena                    |
| 1959/1960 | Racek                                        | Nina Michajlovna Zarěčná |
| 1960/1961 | Křišťálová noc                               | Olga                     |
| 1960/1961 | Živá mrtvola                                 | Maša                     |
| 1961/1962 | Antigona a ti druzí                          | Anti                     |
| 1961/1962 | Král Lear                                    | Kordelie                 |
| 1961/1962 | Majitelé klíčů                               | Alena Nečasová           |
| 1962/1963 | Večer tříkrálový aneb Cokoli chcete          | Viola, Sebastiano        |
| 1962/1963 | Sen noci svatojánské                         | Helena                   |
| 1963/1964 | Dostigajev a ti druzí                        | Šura                     |
| 1963/1964 | Lucerna                                      | Kněžna                   |
| 1963/1964 | Osamění                                      | Kateřina                 |
| 1963/1964 | Romeo a Julie                                | Julie                    |
| 1964/1965 | Dnes ještě zapadá slunce nad Atlantidou      | Kleito                   |
| 1964/1965 | Konec masopustu                              | Marie                    |

Marie Tomášová se také v roce 1960 svým přednesem zúčastnila slavnostního večera k uctění 60. výročí narození Vítězslava Nezvala.

### Film (výběr)
- 1952: Anna proletářka – role: Anna
- 1954: Jan Hus – role: Johanka
- 1956: Jan Žižka – role: Johanka
- 1955: Strakonický dudák – role: Dorotka Trnková
- 1957: Váhavý střelec – role: Eva
- 1957: Zářijové noci – role: Zábranová
- 1958: Morálka paní Dulské – role: služka Hanka Piątowská
- 1959: Dům na Ořechovce – role: Eva Junková
- 1959: První parta – role: Adamová
- 1959: Taková láska – role: studentka Lída Matysová
- 1960: Policejní hodina – role: Růžena, Frantova žena
- 1961: Smrt na cukrovém ostrově – role: Kateřina Kadlecová
- 1962: Zelené obzory – role: vesnická učitelka Marta Cimlerová
- 1963: Výhybka – role: Hana
- 1964: Povídky o dětech (2. část) – role: maminka
- 1964: Skok do tmy – role: Zdena Kalábová
- 1965: Samota (TV film) – role: Áda, Václavova žena
- 1967: Markéta Lazarová – role: převorka (hlas, dabing Karly Chadimové)
- 1967: Čtyři v kruhu – role: Jitka, Michalova švagrová
- 1982: Poslední vlak – role: ředitelka dětského domova
- 1990: Čarodějky z předměstí – role: teta Ema
- 1998: Minulost
- 1999: Jistota (TV film) – role: babička

## Rozhlas
- 1955 William Shakespeare: Veselé paničky windsorské – role: Anička, dcera paní Hoškové, zamilovaná do Fentona, režie: Josef Bezdíček